# わたし界隈 オーダーメイド・ドキュメント
『わたし界隈 オーダーメイド・ドキュメント』（わたしかいわい オーダーメイド・ドキュメント）は、2025年4月5日（4日深夜）からテレビ朝日の『バラバラ大作戦』（金曜第2部）で放送されているバラエティ番組。
近藤千尋が地上波のレギュラー番組では初のMCを務める。

## 出演者
- 近藤千尋[1]

## ネット局と放送時間
| 放送対象地域 | 放送局            | 系列           | 放送日時                     | ネット状況 | 備考  |
| ------------ | ----------------- | -------------- | ---------------------------- | ---------- | ----- |
| 関東広域圏   | テレビ朝日（EX）  | テレビ朝日系列 | 土曜 2:43 - 3:00（金曜深夜） | 制作局     |       |
| 山形県       | 山形テレビ（YTS） | テレビ朝日系列 | 土曜 11:25 - 11:45           | 遅れネット | [ 2 ] |

## スタッフ
- ナレーター：渡辺瑠海
- 構成：中澤勇研
- カメラ：鶴岡秀隆
- 音声：佐藤秀樹
- デザイン：近藤千春、譲原寧々
- 美術進行：楢崎仁志、野村健将
- ヘアメイク：川口カツラ店
- 編集：楠崎貢史、宮田貴太
- 音効：中平隼人
- MA：横井裕一
- 編成：新谷拓也、柏夏紀
- 宣伝：津久井美樹、呉心怡
- AD：高島多希、石井遥
- 制作スタッフ：徳舛充人、西山幸彦、河野雄樹、青木優
- AP：佐藤亜希子
- 演出：木村拓博
- プロデューサー：高橋伸之、伊波智紀、岩田大佑（TIESBRICK）
- GP：橋本健志
- 制作：テレビ朝日スポーツ局
- 制作著作：テレビ朝日